# Michele Moretti
Michele Moretti (ur. 26 października 1981) – sanmaryński piłkarz oraz futsalista występujący na pozycji obrońcy, reprezentant San Marino w obu tych dyscyplinach.

## Kariera klubowa
Karierę rozpoczynał w zespole AC Juvenes/Dogana. W latach 2002–2004 był graczem FC Domagnano, z którym wywalczył mistrzostwo oraz Puchar San Marino i wystąpił w Pucharze UEFA 2002/03 oraz 2003/04. Następnie przez 5 sezonów występował w AC Sammaurese. W latach 2009–2017 ponownie był zawodnikiem FC Domagnano. W latach 2009–2012 występował jednocześnie w amatorskich włoskich amatorskich klubach Tre Esse Saludecio, Virtusie Tre Villaggi oraz Asce Borghi.

## Kariera reprezentacyjna
Michele Moretti grał w juniorskich i młodzieżowych reprezentacjach San Marino w kategoriach U-16, U-18 oraz U-21. Podczas eliminacji Mistrzostw Europy U-21 2004 dwukrotnie wystąpił w meczach przeciwko Polsce (1:5 i 0:7).
20 sierpnia 2003 roku zadebiutował w seniorskiej reprezentacji San Marino w zremisowanym 2:2 towarzyskim meczu z Liechtensteinem w Vaduz. W 2004 roku wystąpił w wygranym 1:0 spotkaniu przeciwko temu samemu rywalowi, który to mecz jest jedynym zwycięstwem reprezentacji San Marino. Ogółem w latach 2003–2006 zaliczył w drużynie narodowej 9 występów, nie zdobył żadnego gola.

## Futsal
Moretti zadebiutował w reprezentacji San Marino w futsalu w 14 stycznia 2015 w meczu przeciwko Francji (1:5) w ramach eliminacji Mistrzostw Europy 2016.

## Sukcesy
FC Domagnano
- mistrzostwo San Marino: 2002/03
- Puchar San Marino: 2002